# Stanton Coit
Stanton George Coit (11 août 1857, Columbus, Ohio, États-Unis - 15 février 1944, Birling Gap, Sussex de l'Est , Angleterre) est un écrivain, philosophe et philanthrope d'origine américaine (naturalisé britannique en 1903), l'un des leaders du Mouvement Éthique (en) d'Angleterre.

## Biographie
Stanton Coit est né à Columbus dans l'Ohio. Il étudie à l'Amherst College où il « tombe sous le charme  d'Emerson », puis à l'université Columbia et enfin à l'université Humboldt de Berlin où il obtient son doctorat en philosophie sous la direction de  Georg von Gizycki (de) en 1885.
Il devient assistant de Felix Adler à la « Société pour la Culture Éthique » qu'Adler a fondé en 1876. C'est d'ailleurs sur ses conseils que Stoit poursuit se études jusqu'au doctorat.
Après trois mois passés au Toynbee Hall, il décide de fonder en 1886 la « Neighborhood Guild », une maison de « Settlement » dans le Lower East Side à New York, aujourd'hui connue sous le nom de « University Settlement House (en) ». 
En 1888, il se rend à Londres en tant que ministre de la South Place Religious Society (en). Pendant son ministère, à son insistance, celle-ci est renommée « South Place Ethical Society » (SPES). Il s'installe de façon définitive au Royaume-Uni, pays dont il prendra plus tard la  nationalité. En 1891, Coit quitte la SPES, emmenant ses partisans avec lui. Il fonde alors la West London Ethical Society dont il devient président. Il commence également à publier un journal, The Ethical World.
En 1896, il fonde l'Union of Ethical Societies (« Union des sociétés éthiques »), qui deviendra successivement l'Ethical Union (« Union Éthique »), puis la British Humanist Association (« Association humaniste britannique  »), connue aujourd'hui sous le nom de Humanists UK.
En 1898, Coit épouse Fanny Adela Wetzlar (1863-1932), militante du droit de vote des femmes, fille du richissime industriel allemand Fritz von Gans. Grâce à son argent, il achète l'ancienne chapelle méthodiste sur Queen's Road (Bayswater) et y établit la Queen's Road Ethical Church où il prêche régulièrement. Son opinion était que des « églises éthiques » devraient remplacer les églises existantes fondées sur la croyance religieuses, et que l'Église d'Angleterre pourrait être transformée de la sorte. La West London Ethical Society changera ainsi formellement de nom pour celui d'« Ethical Church » en 1914. En 1918, le nombre de ses membres avait chuté à 300.
En 1906 et en 1910, il se présenta sans succès au Parlement du Royaume-Uni comme candidat du Parti travailliste indépendant dans la circonscription de Wakefield.
En 1908, il est condamné à un mois de prison pour attentat à la pudeur sur un chauffeur de bus masculin à Kensington, condamnation ensuite annulée en appel.
À la mort d'Adela, en 1934, il se cherche un successeur à l'Ethical Church. où il avait déjà nommé Harry Snell, Harold Blackham (en) et sa fille Virginia Coit (Flemming) ministres l'année précédente. Coit prend définitivement sa retraite en tant que leader du Mouvement Éthique en 1935, et y est remplacé par Harold Blackham, qui en purge les éléments « religieux », ouvrant ainsi la voie à la création ultérieure de la British Humanist Association avec Julian Huxley.
Coit passe ses dernières années à Birling Gap, près d'Eastbourne, dans le Sussex, où il meurt le 15 février 1944.
En 1953, le bâtiment de l'Ethical Church sera vendu à l'Église catholique. Le fruit de la vente servira à acheter une propriété au   13 Prince of Wales Terrace, West London, qui deviendra la Stanton Coit House. L'Ethical Church reprendra son nom de West London Ethical Society, et rejoindra l'Ethical Union.

## Travaux et influences
De 1893 à 1905, il est l'éditeur de l'International Journal of Ethics. Il compile aussi The Message of Man: A Book of Ethical Scriptures (1894), Ethical Hymn Book (1905), Responsive Services (1911) et Social Worship (1913). Il rédige également des traductions des travaux de Georg von Gizycki sur l'éhique. 
Sa pensée est fortement influencée par celle de Ralph Waldo Emerson et d'Émile Durkheim, en particulier Les Formes élémentaires de la vie religieuse de ce dernier que Coit lira en 1923. Il traduira également les  trois volumes d'Ethik  de Nicolai Hartmann en 1926.

## Publications
- Ethical democracy: essays in social dynamics par le professeur D.G. Ritchie et al., incluant Stanton Coit. Édité pour la Society of Ethical Propagandists par Stanton Coit (1857)
- Ethical culture as a religion for the people: two discourses delivered in South Place Chapel (1887)
- Ethical Songs with Music compilé et édité par Stanton Coit et Gustav Spiller (en) (1892)
- Ethical Songs  compilé et édité pour l'Union of Ethical Societies par Stanton Coit et Gustav Spiller (1898)
- The Ethical World (journal) édité par Stanton Coit et John Atkinson Hobson (1899)
- Ethical Hymn Book compilé et édité pour l'Union of Ethical Societies par Stanton Coit et Gustav Spiller (1905)
- Introduction de Addresses and essays par Ralph Waldo Emerson (1907)
- National Idealism and a State Church (1907)
- National Idealism and the Book of Common Prayer (1908)
- Woman in Church and State (1910)
- The Ethical Movement: its principles and aims par Horace J. Bridges, Stanton Coit, G. E. O'Dell et Harry Snell. Édité par H. J. Bridges et Stanton Coit (1911)
- The Soul of America (1913)
- Ethics de Nicolai Hartmann, traduction de Stanton Coit (1932)